# 荒処の沼入り梵天
荒処の沼入り梵天（あらところのぬまいりぼんでん）は、秋田県横手市平鹿町醍醐の荒処集落にて行われる伝統行事。秋田県内各地で行われている梵天行事の一種だが、奉納する梵天を沼に突き立てるのが特徴的であり珍祭として知られる。
厄年や初婿を迎えた男10人前後が沼入りし、梵天と呼ばれる祭具を厳嶋神社の真下にある弁財天沼の中央部に突き立てる。珍祭とも言われるが、梵天は一本の棒に米俵を取り付け、頂点部に御幣、周りに注連縄をまわしたもので、梵天本来の姿をよく残している。
1983年（昭和58年）12月16日に国の選択無形民俗文化財に選択された。

## 祭事
祭日は旧暦3月17日であったが、後に（時期不明）5月1日へと改められた。旧暦3月17日に開催していた頃は、旧暦3月16日が宵祭、当日が神輿渡御、3月18日に梵天の沼入りが行われていたが、現在は当日の午前中は沼入り、午後は神輿渡御と同一日に統一して行っている。2023年の開催からは5月4日に改められた。
行事は沼入り梵天保存会、厳嶋神社とその氏子総代が主体となり、その下に年番制が置かれている。年番制では集落を5つ分け、その1番～5番組が毎年交代しながら行事を担当する。沼入りするのはこの1年で結婚した男、新しく家を建てた男や厄年の男女で、10人前後が集まる。なお、老人や女性の場合は代人を立てることができる。2019年時点では5人の男衆が沼入りに参加している。

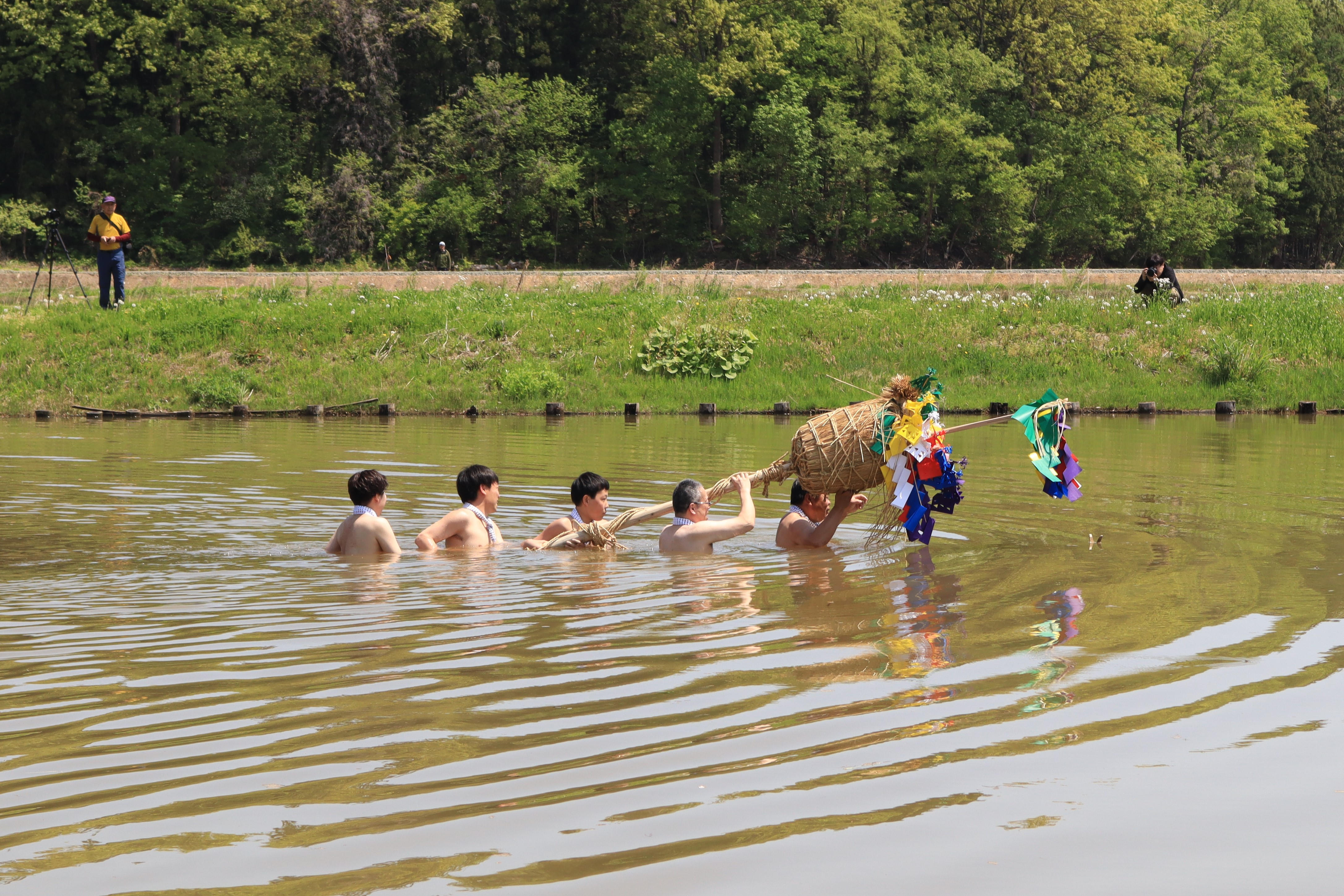
沼の中心部に梵天を運ぶ様子

祭事は当日の午前10時頃に始まり、厳嶋神社にて神職による祈祷が行われる。その後、祭事で用いられる梵天と神輿俵が安置されている「お宿」と呼ばれる年番長の家へ向かい、年番長や沼入りする者たちへお祓いを行う。それが終わると一行はお宿を出て集落を練り歩き、沼へと到着する。沼の北畔では事前に紅白幕が貼られており、その中に祭壇が設けられている。到着した一行は再度お祓いを受け、神酒を飲んだ後に幕脇から沼へと入っていく。梵天を水面につけないようにして沼の中心部まで運び、支柱から四方に伸びた綱や体重を用いて沼の中に梵天を突き立てる。午前中の一連の行事はこれで終了し、午後からは神輿俵を厳嶋神社へと奉納する。

## 歴史
元和元年（1615年）、佐竹氏の家臣であり常陸国から国替りで秋田にやって来た羽黒足軽衆が、俸給として荒処村の荒蕪地を充てがわれ、そこを水田として開墾した際に弁財天堂（後に神仏分離令により厳嶋神社と改称）に願を掛け、直配の沼であった弁財天沼を灌漑用水としたことを契機に行事が始まった。水田開拓をした羽黒足軽衆は「野御扶持衆」と呼ばれるようになり、彼らが荒処村から横手町へと移住した先では「野御扶持町」という町名が起こっているが、1965年の住居表示によって上内町となり消滅した。
1983年（昭和58年）12月16日に国の記録作成等の措置を講ずべき無形の民俗文化財に指定。1988年（昭和63年）8月19日に秋田県指定無形民俗文化財に指定されている。